# Граница (филм от Социалистическа република Македония)
„Граница“ (на македонска литературна норма: „Граница“) е късометражен цветен анимиран филм от Социалистическа република Македония от 1976 година на режисьора Дарко Маркович по сценарий на самия Маркович, който също така е аниматорът на филма.
Филмът е отличен с няколко награди, сред които са Златен медал за режисура на анимиран филм и награда „Кекец“ за режисура на анимиран филм от Съвета за възпитание и защита на децата от Фестивала на югославския документален и късометражен филм.
Сюжетът се занимава с темата на вечния сблъсък, който укрепва границите и я представя с помощта на анимацията на множество цветни топки.